# العلاقات السنغالية الناميبية
العلاقات السنغالية الناميبية هي العلاقات الثنائية التي تجمع بين السنغال وناميبيا.

## مقارنة بين البلدين
هذه مقارنة عامة ومرجعية للدولتين:
| وجه المقارنة                                              | السنغال                                              | ناميبيا      |
| --------------------------------------------------------- | ---------------------------------------------------- | ------------ |
| المساحة (كم2)                                             | 196.72 ألف                                           | 825.62 ألف   |
| عدد السكان (نسمة)                                         | 15.85 مليون                                          | 2.53 مليون   |
| الكثافة السكانية (ن./كم²)                                 | 80.57                                                | 3.06         |
| العاصمة                                                   | داكار                                                | ويندهوك      |
| اللغة الرسمية                                             | لغة فرنسية، اللغة الولوفية، باديارا ‏، اللغة البلنتية | لغة إنجليزية |
| العملة                                                    | فرنك غرب أفريقي                                      | دولار ناميبي |
| الناتج المحلي الإجمالي (بليون دولار)                      | 16.37 مليار                                          | 13.24 مليار  |
| الناتج المحلي الإجمالي (تعادل القوة الشرائية) بليون دولار | 36.62 مليار                                          | 25.60 مليار  |
| الناتج المحلي الإجمالي الاسمي للفرد دولار أمريكي          | 899                                                  | 4.67 ألف     |
| الناتج المحلي الإجمالي للفرد دولار أمريكي                 | 2.33 ألف                                             | 9.96 ألف     |
| مؤشر التنمية البشرية                                      | 0.466                                                | 0.628        |
| رمز المكالمات الدولي                                      | +221                                                 | +264         |
| رمز الإنترنت                                              | .sn                                                  | .na          |
| المنطقة الزمنية                                           | 00                                                   | ت ع م+02:00  |

## منظمات دولية مشتركة
يشترك البلدان في عضوية مجموعة من المنظمات الدولية، منها:
| علم المنظمة | اسم المنظمة                                                | تاريخ انضمام السنغال | تاريخ انضمام ناميبيا |
| ----------- | ---------------------------------------------------------- | -------------------- | -------------------- |
|             | وكالة ضمان الاستثمار متعدد الأطراف                         | 12 أبريل 1988        | 25 سبتمبر 1990       |
|             | البنك الإفريقي للتنمية                                     | ?                    | ?                    |
|             | منظمة الشرطة الجنائية الدولية                              | ?                    | ?                    |
|             | مجموعة دول أفريقيا والكاريبي والمحيط الهادئ                | ?                    | ?                    |
|             | منظمة حظر الأسلحة الكيميائية                               | ?                    | ?                    |
|             | منظمة التجارة العالمية                                     | ?                    | ?                    |
|             | الأمم المتحدة                                              | 28 سبتمبر 1960       | 23 أبريل 1990        |
|             | الاتحاد الأفريقي                                           | ?                    | ?                    |
|             | العملية المشتركة للاتحاد الأفريقي والأمم المتحدة في دارفور | ?                    | ?                    |
|             | مؤسسة التمويل الدولية                                      | 31 أغسطس 1962        | 25 سبتمبر 1990       |
|             | يونسكو                                                     | 10 نوفمبر 1960       | 2 نوفمبر 1978        |
|             | البنك الدولي للإنشاء والتعمير                              | 31 أغسطس 1962        | 25 سبتمبر 1990       |
|             | الاتحاد البريدي العالمي                                    | ?                    | ?                    |
|             | الاتحاد الدولي للاتصالات                                   | 15 نوفمبر 1960       | 25 يناير 1984        |

## وصلات خارجية
- موقع وزارة الخارجية السنغالية